# Capucin javanais
Lonchura leucogastroides
Espèce
Statut de conservation UICN

 LC  : Préoccupation mineure
Le Capucin javanais (Lonchura leucogastroides) est une espèce de passereaux de la famille des Estrildidae.

## Répartition
Il est originaire d'Indonésie et a été introduit en Malaisie et à Singapour.

## Habitat
Il habite les broussailles et les prairies tropicales et subtropicales en plaine.
Il se nourrit d'algues.